# Explosión de Petlawad de 2015
La explosión de Petlawad ocurrió en la mañana del 12 de septiembre de 2015, cuando una explosión en la localidad de Petlawad del distrito de Jhabua en el estado de Madhya Pradesh en India, mató a aproximadamente 105 personas. La causa de la explosión fue atribuida a los explosivos almacenados que estaban a lo largo de un cilindro de gas de una cocina.

## Hechos
En la mañana del sábado 12 de septiembre de 2015, hubo una explosión en la localidad de Petlawad del distrito de Jhabua en el estado de Madhya Pradesh en India. Un informe de la policía dijo que hubo dos explosiones. Inicialmente se sospechó que la primera explosión ocurrió en un restaurante lleno de gente, lo que provocó la segunda explosión en palos almacenados de gelignita explotaron en el almacén. Sin embargo, con las investigaciones posteriores de la policía creen que la explosión se inició en el almacén. El impacto de la explosión dañó el edificio en el que el restaurante se encuentra, así como el edificio donde se encuentra el material explosivo. La explosión también causó muertes en una parada de autobús lleno de gente en las proximidades.
La policía estatal comenzó la realización de autopsias en los cadáveres, mientras que el ministro del Estado, Babulal Gaur, declaró que una investigación se llevaría a cabo. El ministro Principal, Shivraj Singh Chouhan, anunció una compensación de ₹ 200.000 rupias (unos 3.000 dólares) a los parientes del difunto y ₹ 50.000 (unos 750 dólares) a los heridos. 
El presidente de la India, Pranab Mukherjee, expresó sus condolencias en un mensaje. Mientras que el primer ministro Narendra Modi, expresó su dolor por las muertes en Twitter.